# Норт-Мерісвілл (Вашингтон)
Норт-Мерісвілл (англ. North Marysville) — переписна місцевість (CDP) в США, в окрузі Сногоміш штату Вашингтон. Населення — 108 осіб (2010).

## Географія
Норт-Мерісвілл розташований за координатами 48°6′40″ пн. ш. 122°8′45″ зх. д. / 48.11111° пн. ш. 122.14583° зх. д. (48.111103, -122.145878).  За даними Бюро перепису населення США в 2010 році переписна місцевість мала площу 3,36 км², уся площа — суходіл.

## Демографія
Згідно з переписом 2010 року, у переписній місцевості мешкало 108 осіб у 38 домогосподарствах у складі 25 родин. Густота населення становила 32 особи/км².  Було 45 помешкань (13/км²).
Расовий склад населення:
| - 81,5 % — білих - 1,9 % — чорних або афроамериканців - 16,7 % — осіб інших рас |

До двох чи більше рас належало 0,0 %. Частка іспаномовних становила 26,9 % від усіх жителів.
За віковим діапазоном населення розподілялося таким чином: 22,2 % — особи молодші 18 років, 66,7 % — особи у віці 18—64 років, 11,1 % — особи у віці 65 років та старші. Медіана віку мешканця становила 37,5 року. На 100 осіб жіночої статі у переписній місцевості припадало 107,7 чоловіків;  на 100 жінок у віці від 18 років та старших — 110,0 чоловіків також старших 18 років.
Середній дохід на одне домашнє господарство  становив 69 989 доларів США (медіана — 68 083), а середній дохід на одну сім'ю — 68 415 доларів (медіана — 68 083). За межею бідності перебувало 6,6 % осіб, у тому числі 0,0 % дітей у віці до 18 років та 0,0 % осіб у віці 65 років та старших.
Цивільне працевлаштоване населення становило 41 осіб. Основні галузі зайнятості: сільське господарство, лісництво, риболовля — 63,4 %, виробництво — 36,6 %.